# Šumice Sport Center
Il Šumice Sport Center è un'arena coperta di Belgrado.

## Storia e descrizione
I lavori di costruzione del Šumice Sport Center sono iniziati nel 1973, per poi essere inaugurato il 24 maggio 1974: il palazzetto ospita anche una sala stampa da trecentocinquanta posti ed una sala per tennistavolo; al suo interno vengono disputati di incontri casalinghi di squadre di pallavolo, pallacanestro e pallamano.
Nel 2013 ha ospitato un girone del campionato europeo pre-juniores di pallavolo maschile.